# Лук'янович Анатолій Костянтинович
Анатолій Костянтинович Лук'янович (рос. Анатолий Константинович Лукьянович; нар. 26 січня 1936, пос. Леніно-Дачне, Ленінський район, Московська область, РРФСР) — радянський футболіст, півзахисник та нападник. Майстер спорту СРСР (1963).

## Життєпис
Народився 1936 року в Леніно Московської області. Батька засудили 1937 року як ворога народу, без права листування.
Футболом займався змалку. Розпочав виступати 1951 року у команді Московського заводу малолітражних автомобілів. Потім призваний до армії, службу проходив у Борисполі, де також виступав за армійську команду. Після демобілізації запрошений до команди майстрів — кіровоградської «Зірки», у складі якої провів два сезони в першій групі класу «Б» чемпіонату СРСР. У 1960 році був запрошений одним з колишніх тренерів «Зірки», Володимиром Анпілоговим, у чемкентський «Енбек», кольори якого захищав протягом трьох років, де став одним з найкращих бомбардирів команди.
1963 року перейшов до алма-атинського «Кайрата», у складі якого провів вісімнадцять матчів у вищій лізі СРСР. Наступного року, після зміни тренера команди, втратив місце у складі та протягом наступних років виступав за різні казахські клуби нижчих ліг. 1966 року перейшов у томське «Торпедо», в якому провів два сезони, потім виступав за прокоп'ївський «Шахтар» та кзил-ординський «Автомобіліст».
1972 року переїхав на Сахалін, де прожив понад 25 років. Виступав у змаганнях колективів фізкультури за «Рибалку» з Невельська, паралельно працював дитячо-юнацьким тренером. 2006 року повернувся до Казахстану, проживав в Алматі. Є дочка.